# Ruth Flowers
Ruth Flowers, nota anche con lo pseudonimo di Mamy Rock (Bristol, 29 marzo 1931 – 27 maggio 2014), è stata una disc jockey britannica.